# Gouvernement Reynaud
Troisième République
Daladier V Pétain
Le gouvernement Paul Reynaud (21 mars - 16 juin 1940) est l'avant-dernier gouvernement de la Troisième République. À partir de la fin du mois de mai 1940, un conflit s'y déroule entre les partisans de l'armistice avec l'Allemagne et ceux qui souhaitent poursuivre la guerre.
C'est à l'issue de sa réunion à Bordeaux le 16 juin que les premiers l'emportent et que Paul Reynaud présente sa démission au président de la République Albert Lebrun.

## Composition
| Portefeuille                                                                                | Titulaire | Titulaire                                          | Parti |
| ------------------------------------------------------------------------------------------- | --------- | -------------------------------------------------- | ----- |
| Président du Conseil                                                                        |           | Paul Reynaud                                       | DVD   |
| Vice-président du Conseil                                                                   |           | Camille Chautemps                                  | PRRRS |
| Vice-président du Conseil                                                                   |           | Philippe Pétain (à partir du 18 mai 1940)          | SE    |
| Ministres d’État                                                                            |           |                                                    |       |
| Ministres d’État                                                                            |           | Louis Marin (à partir du 10 mai 1940)              | FR    |
| Ministres d’État                                                                            |           | Jean Ybarnégaray (à partir du 10 mai 1940)         | PSF   |
| Ministres                                                                                   |           |                                                    |       |
| Ministre des Affaires étrangères                                                            |           | Paul Reynaud                                       | DVD   |
| Ministre des Affaires étrangères                                                            |           | Édouard Daladier (à partir du 18 mai 1940)         | PRRRS |
| Ministre des Affaires étrangères                                                            |           | Paul Reynaud (à partir du 5 juin 1940)             | DVD   |
| Ministre des Finances                                                                       |           | Lucien Lamoureux                                   | PRRRS |
| Ministre des Finances                                                                       |           | Yves Bouthillier (à partir du 5 juin 1940)         | DVD   |
| Ministre de la Guerre et de la Défense nationale                                            |           | Édouard Daladier                                   | PRRRS |
| Ministre de la Guerre et de la Défense nationale                                            |           | Paul Reynaud (à partir du 18 mai 1940)             | DVD   |
| Ministre de la Justice                                                                      |           | Albert Sérol                                       | SFIO  |
| Ministre de l'Éducation nationale                                                           |           | Albert Sarraut                                     | PRRRS |
| Ministre de l'Éducation nationale                                                           |           | Yvon Delbos (à partir du 5 juin 1940)              | PRRRS |
| Ministre de l'Intérieur                                                                     |           | Henri Roy                                          | PRRRS |
| Ministre de l'Intérieur                                                                     |           | Georges Mandel (à partir du 18 mai 1940)           | DVD   |
| Ministre de la Marine militaire                                                             |           | César Campinchi                                    | PRRRS |
| Ministre de l'Air                                                                           |           | Laurent Eynac                                      | PRRRS |
| Ministre du Commerce et de l’Industrie                                                      |           | Louis Rollin                                       | DVD   |
| Ministre du Commerce et de l’Industrie                                                      |           | Léon Baréty (à partir du 18 mai 1940)              | AD    |
| Ministre du Commerce et de l’Industrie                                                      |           | Albert Chichery (à partir du 5 juin 1940)          | PRRRS |
| Ministre des Travaux publics                                                                |           | Anatole de Monzie                                  | USR   |
| Ministre des Travaux publics                                                                |           | Ludovic-Oscar Frossard (à partir du 5 juin 1940)   | USR   |
| Ministre de l'Agriculture                                                                   |           | Paul Thellier                                      | AD    |
| Ministre du Ravitaillement                                                                  |           | Henri Queuille                                     | PRRRS |
| Ministre des Postes, Télégraphes, Téléphones et Transmissions                               |           | Alfred Jules-Julien                                | PRRRS |
| Ministre de l’Information                                                                   |           | Ludovic-Oscar Frossard                             | USR   |
| Ministre de l’Information                                                                   |           | Jean Prouvost (à partir du 5 juin 1940)            | SE    |
| Ministre des Colonies                                                                       |           | Georges Mandel                                     | DVD   |
| Ministre des Colonies                                                                       |           | Louis Rollin (à partir du 18 mai 1940)             | DVD   |
| Ministre du Travail                                                                         |           | Charles Pomaret                                    | USR   |
| Ministre de la Santé publique (jusqu’au 5 juin 1940), puis Ministre de la Famille française |           | Marcel Héraud                                      | AD    |
| Ministre de la Santé publique (jusqu’au 5 juin 1940), puis Ministre de la Famille française |           | Georges Pernot (à partir du 5 juin 1940)           | DVD   |
| Ministre de la Marine marchande                                                             |           | Alphonse Rio                                       | USR   |
| Ministre des Anciens Combattants et des Pensions                                            |           | Albert Rivière                                     | SFIO  |
| Ministre de l’Armement                                                                      |           | Raoul Dautry                                       | SE    |
| Ministre du Blocus                                                                          |           | Georges Monnet                                     | SFIO  |
| Sous-secrétaires d’État                                                                     |           |                                                    |       |
| Sous-secrétaire d’État à la Présidence du Conseil                                           |           | Paul Baudouin (du 30 mars au 6 juin 1940)          | DVD   |
| Sous-secrétaire d’État à la Vice-présidence du Conseil                                      |           | Robert Schuman                                     | PDP   |
| Sous-secrétaire d’État chargé de la Défense nationale et de la Guerre                       |           | Hippolyte Ducos (jusqu’au 10 mai 1940)             | PRRRS |
| Sous-secrétaire d’État chargé de la Défense nationale et de la Guerre                       |           | Charles de Gaulle (à partir du 6 juin 1940)        | SE    |
| Sous-secrétaire d’État à l’Intérieur                                                        |           | Louis Jacquinot (jusqu’au 10 mai 1940)             | DVD   |
| Sous-secrétaire d’État à l’Économie nationale                                               |           | René Hachette (jusqu’au 10 mai 1940)               | AD    |
| Sous-secrétaire d’État aux Finances                                                         |           | Joseph Laniel (jusqu’au 10 mai 1940)               | DVD   |
| Sous-secrétaire d’État aux Travaux publics                                                  |           | Fabien Albertin (jusqu’au 10 mai 1940)             | SFIO  |
| Sous-secrétaire d’État aux Travaux publics                                                  |           | André Février (à partir du 5 juin 1940)            | SFIO  |
| Sous-secrétaire d’État chargé des Affaires étrangères                                       |           | Auguste Champetier de Ribes (jusqu’au 10 mai 1940) | PDP   |
| Sous-secrétaire d’État chargé des Affaires étrangères                                       |           | Paul Baudouin (à partir du 6 juin 1940)            | DVD   |
| Sous-secrétaire d’État à l’Armement                                                         |           | François Blancho (jusqu’au 10 mai 1940)            | SFIO  |
| Sous-secrétaire d’État aux Fabricants de l’Air                                              |           | Jules Mény                                         | SE    |
| Sous-secrétaire d’État à l’Information                                                      |           | André Février (du 21 mars au 5 juin 1940)          | SFIO  |
| Sous-secrétaire d’État à la Marine marchande                                                |           | Noël Pinelli (jusqu’au 10 mai 1940)                | DVD   |
| Sous-secrétaire d’État au Commerce et à l’Industrie                                         |           | Amaury de La Grange (jusqu’au 10 mai 1940)         | AD    |
| Sous-secrétaire d’État à la Marine militaire                                                |           | Jean Le Cour-Grandmaison (du 21 au 22 mars 1940)   | DVD   |

## Investiture
Le gouvernement de Paul Reynaud obtient l'investiture à l'Assemblée nationale avec une voix de majorité, le 22 mars 1940. À propos de cette majorité décrochée in extremis, le général de Gaulle rapporte dans ses mémoires que le président de la Chambre des députés, Édouard Herriot, lui aurait confié plus tard n'être « pas très sûr qu'il l'ait eue. »

## Siège du gouvernement

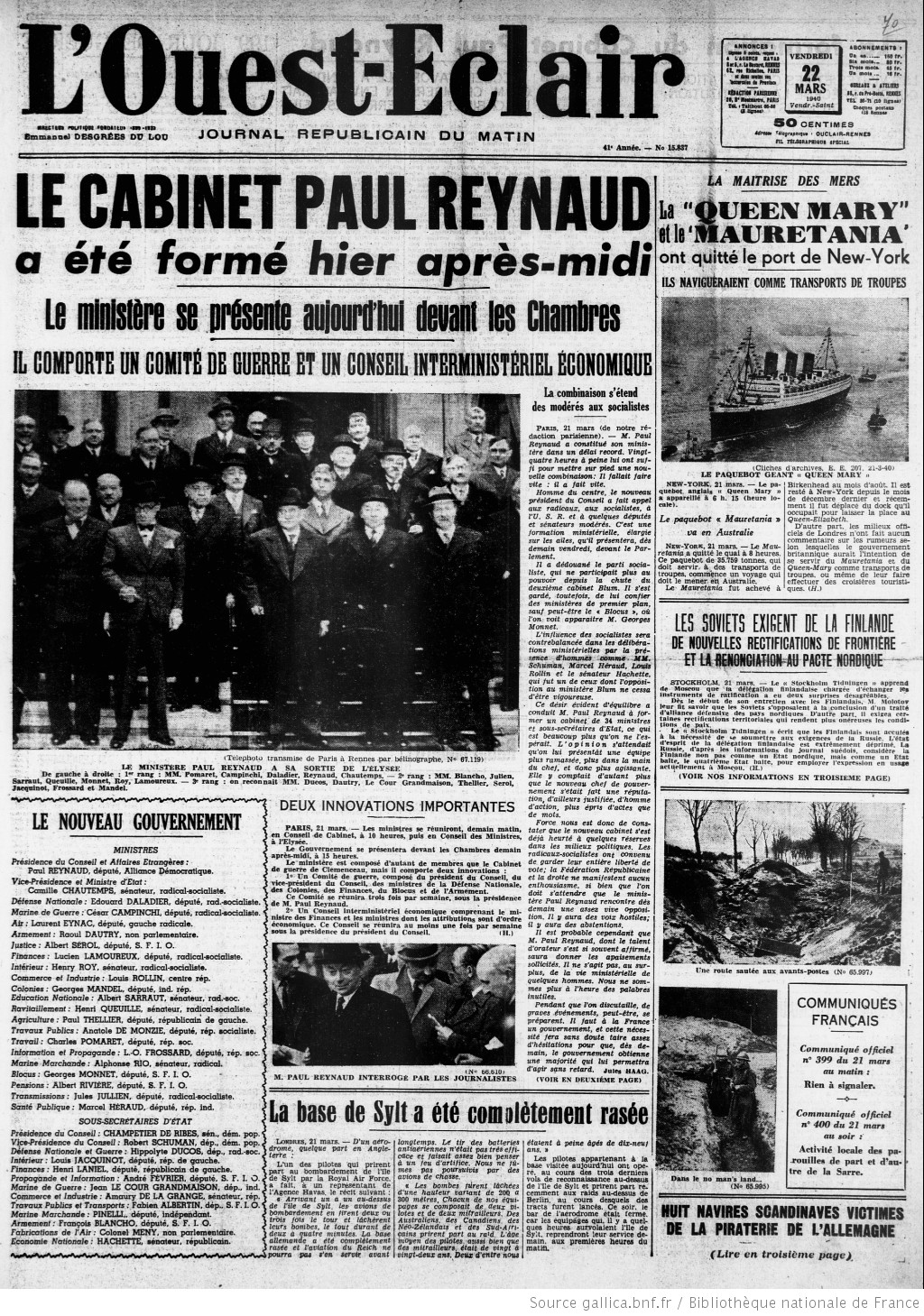
Une du journal L'Ouest-Éclair du 22 mars 1940, évoquant la formation du gouvernement Paul Reynaud.

À la suite de la guerre d'Hiver contre la Finlande lancée par l’URSS, et de la non-intervention de la France, le gouvernement Daladier est renversé le 20 mars 1940. Le président Albert Lebrun nomme Paul Reynaud le 22 mars 1940, président du Conseil et ministre des Affaires étrangères. Édouard Daladier est néanmoins présent en tant que ministre de la Défense nationale et de la Guerre dans le cabinet de son successeur.
Le 10 juin, en prévision de l'entrée des Allemands à Paris, les pouvoirs publics se réfugient à Tours, puis à Bordeaux, le 16 juin. Le président du Conseil s'installe dans l’hôtel du commandant de la XVIIIe région militaire dont le bâtiments est situé rue Vital-Carles, non loin de l'hôtel du préfet de la Gironde.

## Drôle de guerre
Dès avril, un rapport du député français Pierre Taittinger signale les faiblesses militaires françaises du secteur de Sedan. Mais rien n'y fit, bien que le commandant en chef français, le Général Gamelin, eût été prévenu, en janvier, que l'Allemagne allait attaquer dans les Ardennes.
À la suite de sabotages attribués aux communistes, des accidents surviennent à des avions sortant des usines Farman de Boulogne-Billancourt, provoquant la mort de pilotes. Le décret-loi du 9 avril 1940, présenté au président de la République par le ministre SFIO Albert Sérol (J.O. du 10 avril 1940), prévoit la peine de mort pour propagande communiste, l'assimilant à la propagande nazie. En avril-mai, une deuxième vague de répression contre les communistes fera grossir le nombre des internés d'au moins 160.
Les mines de Kiruna (Suède) fournissent la moitié des importations en fer de l'Allemagne et 10% pour le Royaume-Uni, indispensable pour la guerre. Le fer suédois transitait alors par la ligne de chemin de fer Malmbanan/Ofotbanen jusqu'au port de Narvik (Norvège) qui offrait un accès direct à la mer de Norvège et qui est le seul port praticable en hiver, en raison des glaces qui obstruent les ports du nord de la Baltique. Les Britanniques et Paul Reynaud, voulant occuper la Norvège pour interrompre l'approvisionnement de minerai de fer de Suède vers l'Allemagne, lancent l'opération franco-britannique de Narvik pour mouiller des mines dans les eaux territoriales de la Norvège sans avoir obtenu au préalable l'autorisation du gouvernement d'Oslo. Reynaud proclame alors : « la route du fer est coupée ! ».
Le 9 avril, les Allemands envahissent le Danemark et la Norvège : opération Weserübung. Les Alliés s'engagent à venir au secours de la Norvège et envoient un corps expéditionnaire franco-anglais. Le 13 avril, les Allemands se réfugient dans les montagnes enneigées qui bordent Narvik laissant la ville aux mains des Alliés jusqu'au départ des troupes alliées rembarquées pour la bataille de France.

## Invasion allemande de la France

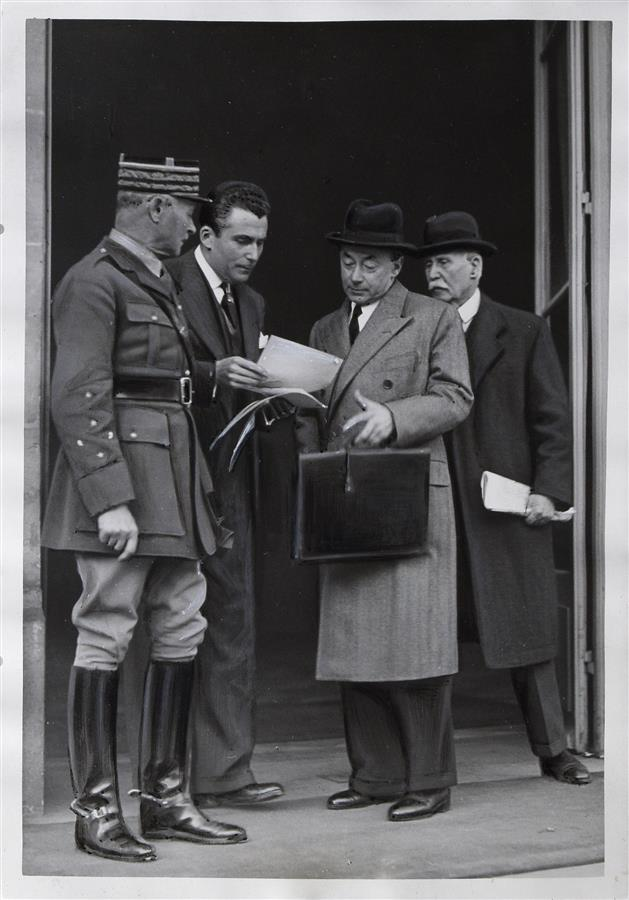
Maxime Weygand, Paul Baudouin, Paul Reynaud et Philippe Pétain en mai 1940.

Daladier et le généralissime Gamelin sont les adversaires de Reynaud qui a en tête de remplacer Gamelin. Devant la tournure que prennent les événements, une crise gouvernementale éclate aboutissant à la démission de Reynaud le 9 mai 1940, mais le Fall Gelb (Plan Jaune), dans la nuit du 9 au 10, à 4h30 aux Pays-Bas, en Belgique et au Luxembourg, mettant fin à la drôle de guerre, conseille au président Lebrun de demander à Reynaud de se rétracter le 10 mai 1940.
Paul Reynaud songe à utiliser le prestige du maréchal Pétain auprès des Français et lui propose en vain, début mai, d'entrer au gouvernement. Pour Reynaud, il s'agit de remonter le moral des Français, de resserrer les rangs et de renforcer sa propre image au parlement. Comme la plupart de ses ministres ou des parlementaires, Paul Reynaud sous-estime le vieil homme initialement taciturne et passif qu’est Pétain, et il n’imagine pas qu’il puisse jouer plus qu’un rôle purement symbolique. Franco avait conseillé à l'ambassadeur de ne pas accepter d’apporter sa caution à ce gouvernement.
Les autorités belges expulsent en France des milliers de juifs, dont Léo Ansbacher et Nathan Kornweitz qui sont internés au camp Saint-Cyprien .

### Percée de Sedan
Le 12 mai, les Allemands atteignent la Meuse française, et la franchissent. Le soir vers 21h00, les Allemands attaquent vers Sedan. Toute la semaine suivante sera caractérisée par une consternante absence de réaction du haut commandement. 
Le 13 mai, les troupes allemandes traversent les Ardennes, franchissent la Meuse au cours de la journée et encerclent Sedan. 
Le 15 mai, elles enfoncent le département de l'Aisne. Le général Gamelin n'a pas de réserve française pour contre-attaquer. Une circulaire du Gouvernement Reynaud prévoit le regroupement et l'internement dans des camps de tous les ressortissants étrangers des nations ennemies âgés de 17 à 56 ans, sans exemption possible. Ils sont dirigés vers le camp de Saint-Cyprien et ceux qui sont dangereux, vers Le Vernet d'Ariège. Alfred Kantorowicz, écrivain juif allemand réfugié en France, est interné au camp des Milles.
Le 16 mai, journée "de la tragédie et de la psychose" selon Mandel, "grande peur du 16 mai" selon Weygand, les nouvelles sont catastrophiques. On annonce la descente des Allemands sur Paris par Reims, Laon et Châlons. Au Quai d'Orsay, Reynaud appelle Mandel, Jeanneney, Herriot, Daladier, Chautemps, Rio, Roy, Monzie. Les archives sont brûlées dans la cour intérieure du ministère. La peur est celle de l'entrée des Allemands dans la capitale, elle plane sur les discussions des ministres L’État-major français ordonne le repli sur une ligne allant de Anvers à Laon. Les civils se ruent sur les routes à la suite de l’armée française en un véritable exode. Paul Reynaud reprend alors le portefeuille de la Guerre à Édouard Daladier.
Le 17 mai, alors que jusqu'à présent l'internement des étrangers ennemis ne concerne que les hommes, les mêmes mesures touchent les femmes de 17 à 67 ans (sauf les femmes mariées à un Français ou les mères d'enfants français). Hannah Arendt, Adrienne Thomas, Lou Albert-Lasard, Charlotte Salomon, Thea Sternheim, Greta Saur et Maria Leitner, réfugiées juives allemandes pour les cinq premières et austro-hongroises pour les deux dernières, qui avaient fui le régime nazi, sont internées au camp de Gurs, comme la Russe Mollie Steimer. Le camp de Gurs enferme 12 860 juifs immigrés de toutes nationalités – sauf français. Les militantes politiques sont internées à Rieucros.
Le 18 mai, Reynaud s'adjoint le maréchal Pétain comme vice-président. Georges Mandel, ancien chef de cabinet de Clemenceau, et partisan résolu de la guerre, passe des Colonies à l'Intérieur. Le général Weygand arrive en France le 19 mai et remplace le général Gamelin qui, trop passif, est limogé. La nomination de Pétain est bien accueillie dans le pays, au Parlement et dans la presse, quoiqu'elle reçoive moins de publicité que celle de Weygand comme généralissime ou que celle de Georges Mandel.
Le 18 mai, la percée de l'armée allemande arrive à Cambrai, Saint-Quentin et Péronne. Le 19 mai, elle arrive aux portes d'Amiens. Dans la nuit du 19 au 20 mai, en pleine panique face à l'avance allemande et probablement sous l'emprise de l'alcool, des militaires français exécutent 21 personnes de sept nationalités à Abbeville. Amiens est prise le 20 mai à 9 h, puis les Allemands descendent la Somme vers Abbeville, qu'ils atteignent dans l'après-midi, et enfin Noyelles-sur-Mer et la Manche vers 20 h 00, isolant la majeure partie des forces françaises dans la poche de Dunkerque. Le général Weygand espère encore arrêter l'offensive allemande sur la « ligne Weygand », suivant le cours de l'Aisne, de l'Ailette, du canal Crozat et de la Somme jusqu'à son embouchure, et tente de reprendre Amiens jusqu'au 5 juin.

### Embarquement de Dunkerque
Le 21 mai, de Abbeville, les Allemands remontent sur Arras pour prendre Dunkerque en tenaille.
Le 23 mai, l'armée anglaise de lord Gort se replie sur Dunkerque en vue d'y rembarquer.
Le 25 mai, un conseil de guerre se déroule à l’Élysée, réunissant le président de la République Albert Lebrun, le président du Conseil Paul Reynaud, Philippe Pétain, le ministre de la Marine César Campinchi et Maxime Weygand. C'est à cette réunion que l'hypothèse d'un armistice est évoquée pour la première fois par le président de la République Albert Lebrun. Paul Reynaud s'oppose à cette idée et se montre partisan d'une poursuite de la guerre aux côtés des Britanniques. Maxime Weygand, dont l'influence va au-delà de son rôle militaire, ne s'affiche pas partisan de l'armistice, mais le juge sans doute déjà inéluctable.
Le colonel de Gaulle est nommé général de brigade, à titre temporaire avec effet au 1er juin.
Le 26 mai, dans une note à Paul Reynaud, Pétain refuse de considérer les chefs militaires comme responsables de la défaite, et rejette la responsabilité du désastre sur « les fautes que [le pays] a et que nous avons tous commises, ce goût de la vie tranquille, cet abandon de l'effort qui nous ont amenés là où nous sommes ». Cette interprétation moraliste de la défaite n'est pas sans annoncer les appels à la contrition nationale et la politique de Révolution nationale qui caractériseront le régime de Vichy.
Après la campagne des 18 jours, Churchill replie ses troupes en Angleterre (Évacuation de Dunkerque). Vaincu à la bataille de la Lys le 27 mai par rupture de munitions, le roi des Belges Léopold III ordonne la reddition et la capitulation militaire de l'armée belge (sans armistice politique) le 28 mai à 04 h 00 du matin. Du côté de la ligne Weygand, pour ouvrir un couloir sur Dunkerque, les Français lancent plusieurs offensives qui ne peuvent rejoindre l'armée française de Dunkerque qui finit d’embarquer pour l’Angleterre le 3 juin en abandonnant un important matériel aux Allemands.
Le 4 juin, l'armée allemande ayant pris la poche de Dunkerque, redescend sur la Somme pour percer la ligne Weygand.
Le maréchal Pétain fait preuve de pessimisme devant l’ambassadeur américain Bullitt. Accusant l'Angleterre de ne pas fournir une aide suffisante à la France en péril, il lui explique qu'en cas de défaite « le gouvernement français doit faire tout son possible pour venir à composition avec les Allemands, sans se préoccuper du sort de l’Angleterre ».
Le 5 juin, la Wehrmacht lance l'opération Fall Rot (Plan Rouge) sur la Somme entre Amiens et La Manche, faisant route vers Rouen et Paris, puis le 9 juin sur l'Ailette.

### Remaniement ministériel

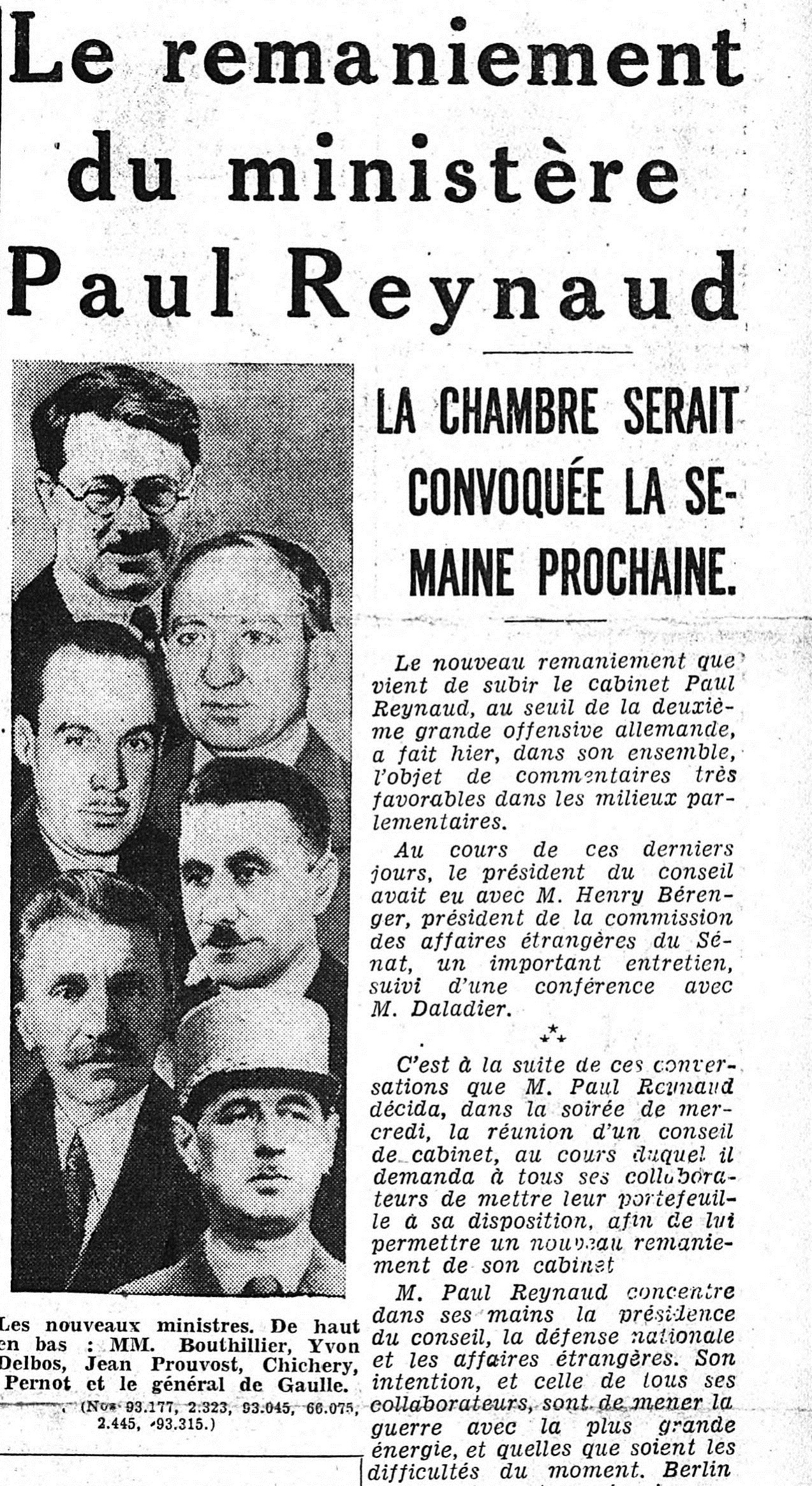
Le 6 juin 1940, le général de Gaulle est nommé sous-secrétaire d'État à la Guerre et à la Défense nationale lors du remaniement du gouvernement Paul Reynaud
(une du journal Le Matin, 7 juin 1940).

Le 6 juin, Paul Reynaud remanie son gouvernement, qui intègre de Gaulle comme sous-secrétaire d'État à la Guerre et à la Défense nationale. Mandel a une influence directe dans ce choix, pour représenter la France à Londres, conformément au vœu de Churchill, et pour lequel Reynaud a une grande estime, malgré l'opposition de plusieurs membres du gouvernement, et que Albert Lebrun n'aime pas. De retour de Londres, de Gaulle part au PC du général Hunzinger, commandant du groupe d'armées Centre, sonder ce dernier pour remplacer Weygand comme généralissime à la tête des armées françaises mais le projet n'aura pas de suite.
Le maréchal Pétain ne réagit pas lorsque le général Spears, représentant de Churchill auprès du gouvernement français, l'avertit que si la France s'entendait avec l'Allemagne, « elle ne perdrait pas seulement son honneur, mais, physiquement, elle ne s’en relèverait pas. Elle serait liée à une Allemagne sur la gorge de laquelle nos poings ne tarderont pas à se refermer. »
Le gouvernement français est divisé en deux parties, une minoritaire, les tenants d'un armistice avec l'Allemagne pour éviter l’anéantissement et l'occupation totale du pays, groupés autour du maréchal Philippe Pétain et du général Weygand, en face des partisans de la continuation des combats, tels Georges Mandel et le général de Gaulle. Le président de la République Albert Lebrun et Paul Reynaud veulent continuer les combats en Afrique du Nord.

### Approche allemande sur Paris et repli du gouvernement
Le 7 juin, le front français est percé sur la Somme (→ Bataille de l'Ailette), l'armée française se replie sur la Seine, abandonnant Noyon qui est prise le soir et Soissons qui est prise le 8 juin. Le GQG se replie sur la Loire à Briare. Les troupes allemandes atteignent la Seine à Rouen le 9 juin.
Le 10 juin 1940, l'Italie de Mussolini déclare la guerre à la France, contrairement à l'Espagne de Franco qui refuse. Les Allemands percent le front français sur l'Aisne et encerclent Reims. Ils franchissent la Seine à Elbeuf, se dirigeant vers Évreux, qu'ils ont bombardé . Devant la rapidité de l'invasion allemande, lorsque les troupes allemandes s'approchent de Paris menacé, le gouvernement Reynaud déplace son siège à 200 km au sud de Paris, sur Tours et les châteaux environnants le 10 juin au soir.
Dans l'après-midi, Reynaud, lors d'une réunion au PC du général Doumenc dans le manoir de Vaugereau, avec Pétain (vice-président du Conseil) et le général Weygand, accepte la proposition de ce dernier de déclarer Paris « ville ouverte ». Le 10 juin, la ligne de défense française reconstituée sur la Somme et sur l’Aisne cède. Deux millions de Parisiens fuient l'arrivée des Allemands. Des bagarres ont lieu pour pouvoir prendre les trains (trains d'abord de voyageurs puis devant l'afflux, réquisition de trains de bestiaux). Une partie de l'armée française et anglaise se trouve enfermée dans la poche du Havre, et doit embarquer (opération Cycle).

### Conseil suprême interallié
Le 11 juin 1940, Winston Churchill et son secrétaire d'État à la Guerre Anthony Eden arrivent à Briare pour conforter Paul Reynaud. Churchill remarque le seul membre du Gouvernement français à ne pas sombrer dans le pessimisme, le général de Gaulle. Le général Maxime Weygand demande l’intervention des 25 escadrilles de chasse de la RAF qui avaient été promises, mais Churchill refuse car il veut les réserver pour la défense contre une attaque directe du territoire de l'Angleterre.
Le 13 juin 1940, Pétain favorable à l’armistice, lit au conseil des ministres une note dans laquelle il déclare qu’il n’est aucunement question pour lui de quitter la France pour poursuivre la lutte. L'ultime réunion du Conseil suprême interallié se tient à Tours. Reynaud déclare que sans une aide immédiate des États-Unis, la France est physiquement incapable de continuer et va abandonner le combat, rompant l'accord de ne jamais conclure une paix séparée entre la France et le Royaume-Uni. Stupéfait et consterné, Churchill répond : « Nous devons nous battre, nous nous battrons, et c'est pourquoi nous devons demander à nos amis de se battre. » Reynaud affirme que la France continuera aussi le combat depuis l'Afrique du Nord, si les États-Unis étaient prêts à rejoindre le combat. Reynaud demande aux Britanniques de la compréhension et de libérer la France de son obligation de ne pas conclure une paix séparée. Les dirigeants britanniques rentrent à Londres.
Paul Reynaud tente de persuader Weygand de faire capituler l'armée et de transférer la Marine et l'Aviation en Afrique du Nord pour continuer la guerre. Malgré son refus, Reynaud ne le révoque pas. Weygand replie les troupes sur la Loire pour en faire un dernier obstacle à l'avancée allemande. À l'Est, les Allemands menacent d’encercler la 8e armée française qui gardant le Rhin en Alsace, se replie sur les Vosges et la poche de Belfort. Le gouvernement Reynaud hésite entre prendre la direction de la Bretagne ou de Bordeaux, et finalement se replie sur ce dernier le 13 au soir.

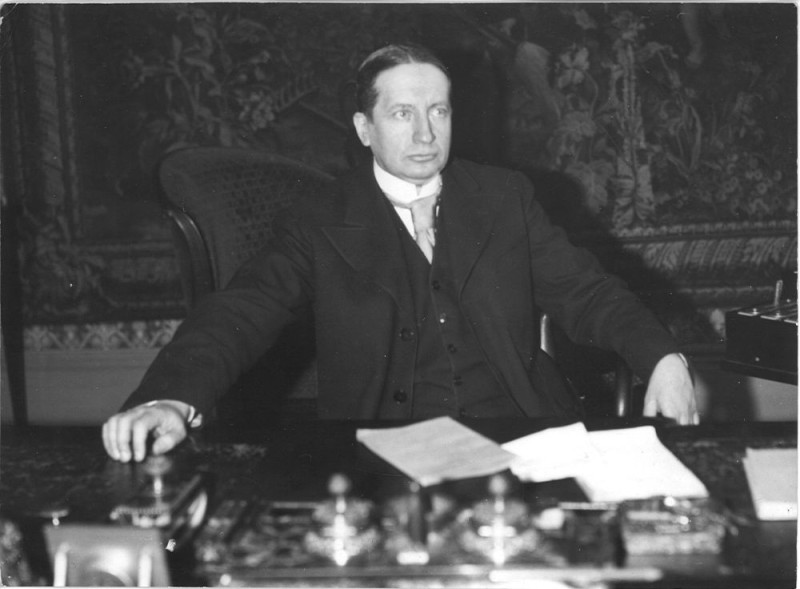
Georges Mandel.

Dans la soirée du jeudi 13 juin, à la préfecture de Tours, Georges Mandel est prévenu par Jean Laurent, chef du cabinet civil de Charles de Gaulle, que le Général souhaite remettre sa lettre de démission en réaction aux manœuvres des ministres partisans de l'armistice. Fermement opposé à ceux-ci, le ministre de l'Intérieur prie de Gaulle de venir le voir, puis l'incite à conserver la légitimité conférée par son appartenance au gouvernement : « De toute façon, nous ne sommes qu'au début de la guerre mondiale. Vous aurez de grands devoirs à accomplir, Général ! Mais avec l'avantage d'être, au milieu de nous tous, un homme intact. Ne pensez qu'à ce qui doit être fait pour la France et songez que, le cas échéant, votre fonction actuelle pourra vous faciliter les choses. » La résolution de Mandel impressionne de Gaulle, qui relate la scène dans ses Mémoires de guerre : « C'est à cela qu'a peut-être tenu, physiquement parlant, ce que j'ai pu faire par la suite. » Le général part à Londres le 14 juin.
Le vendredi 14 juin, les Allemands font leur entrée à Paris, qui se met à l'heure de Berlin. Le gouvernement français arrive à Bordeaux. Pétain se confirme comme le chef de file des partisans de l’armistice, et met sa démission dans la balance.
Dans un appel téléphonique dans la soirée du 14 juin, le général Alan Brooke persuade Winston Churchill, qu'il n'avait aucune chance de succès et que le plan français de faire retraite et de prendre position en Bretagne n'était pas réaliste, et que toutes les troupes britanniques en France devaient être désengagées et évacuées depuis Cherbourg, Saint-Malo, Brest, Saint-Nazaire, La Pallice, Bordeaux, Le Verdon, Bayonne et Saint-Jean-de-Luz (opération Ariel).

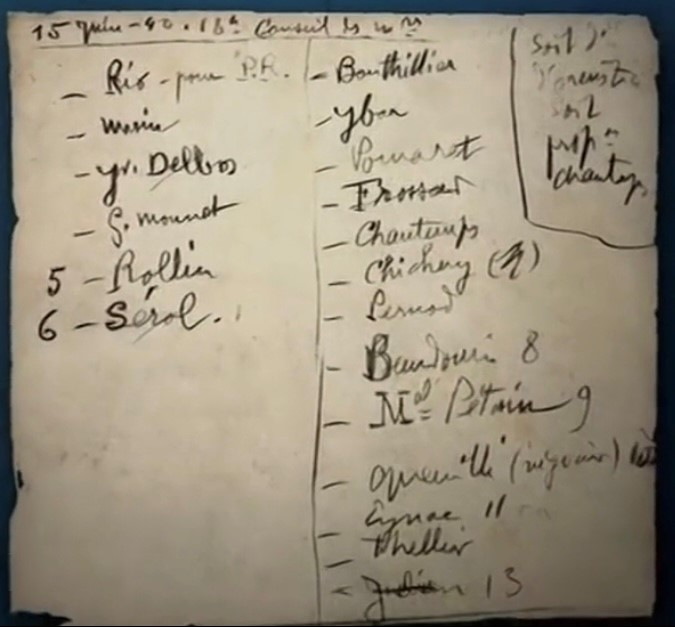
Archives Paul Reynaud, notes du conseil des ministres du 15 juin 1940

Le 15 juin, les Allemands passent le Rhin. Les troupes françaises stationnées sur la ligne Maginot vont être prises à revers. À la préfecture de Bordeaux, se tient le conseil des ministres. Reynaud lit - "sans flamme, sans conviction, comme un avocat qui lit un document" selon Mandel  - la réponse de Roosevelt à la demande d'aide qu'il lui a adressée. Le conseil est fracturé entre partisans de l'armistice et partisans de la poursuite des combats depuis l'Afrique du Nord. Chautemps soumet une proposition soi-disant "de conciliation" pour faire accepter à l'opinion l'idée d'un départ du gouvernement : demander aux Allemands les conditions d'un armistice et, devant ce qui serait considéré comme des conditions inacceptables, envisager alors un départ à Alger. La proposition offre une échappatoire aux ministres "flottants". La proposition rassemble ainsi les partisans de l'armistices et les hésitants.
De Gaulle, pour réaliser son projet de poursuivre le combat dans le « réduit breton », part pour Rennes, mais la ville est prise le jour même par les Allemands. Le soir, de Gaulle embarque à Brest pour Plymouth en Grande-Bretagne  pour organiser l'aide de navires britanniques pour le transfert des troupes françaises en Afrique du Nord.
Le 16 juin, à Londres, le général de Gaulle déjeune avec Churchill et discute avec lui du projet d'union entre la Grande-Bretagne et la France : l'union franco-britannique de Jean Monnet qui fusionnerait les nations et institutions françaises et britanniques pour continuer la guerre avec leurs empires coloniaux combinés. Le gouvernement de Churchill accepte le projet d'Union franco-britannique.

### Dernier conseil des ministres (16 juin 1940)

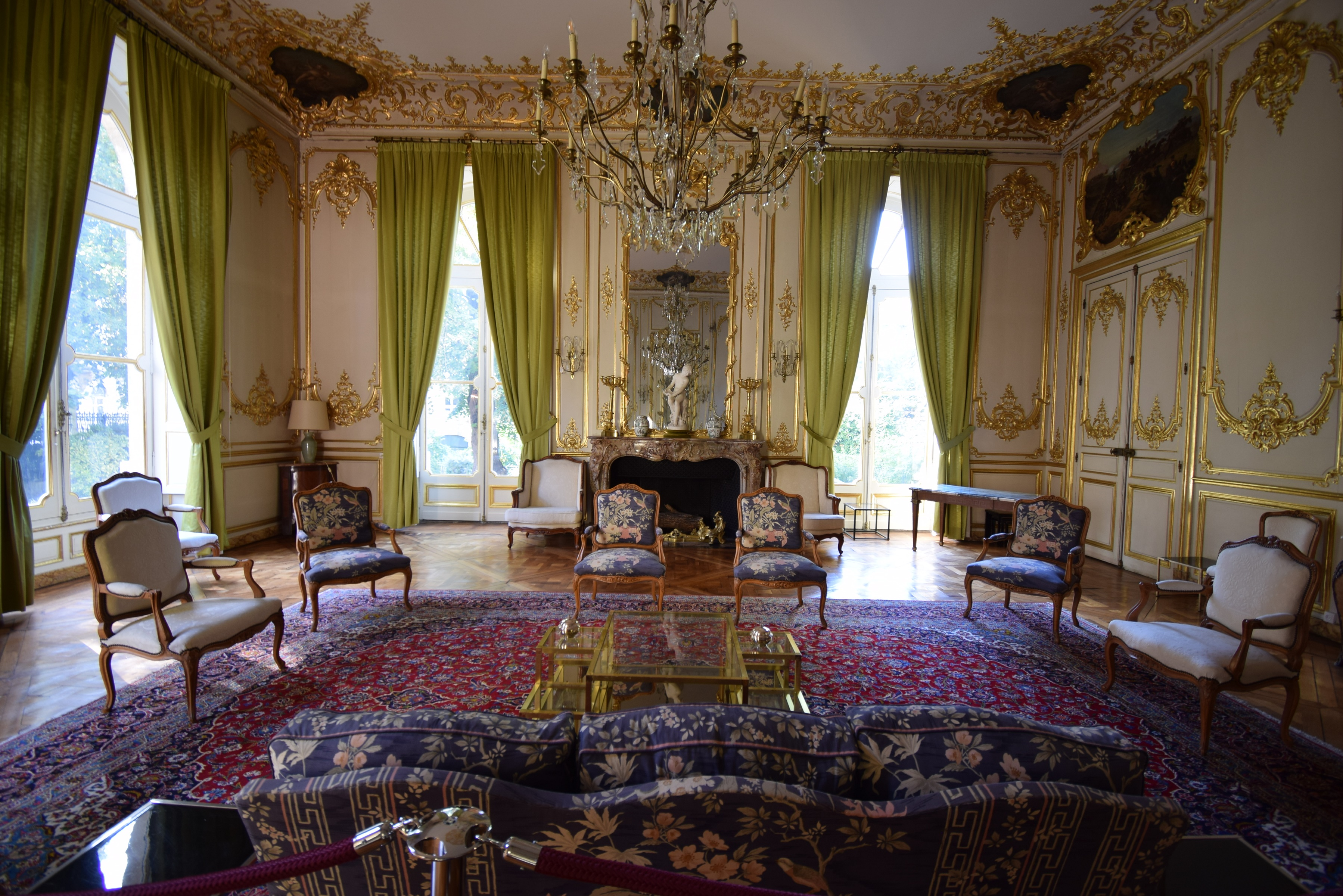
Le dernier conseil des ministres du 16 juin 1940, se tient dans le grand salon doré de l’hôtel de Nesmond à Bordeaux, aujourd'hui résidence des préfets de Gironde.

Le dimanche 16 juin 1940, les Allemands arrivent à Orléans, ville déserte bombardée à plusieurs reprises par leur aviation. Les ponts routiers (Joffre et George-V) sont détruits pour empêcher la progression des Allemands vers le sud. Seul le pont de chemin de fer ou pont de Vierzon n'a pu être détruit, laissant les troupes allemandes rejoindre la rive gauche de la Loire. Les Allemands passent la Loire en plusieurs points entre Gien et Nantes. Les troupes françaises déplorent soixante mille morts en cinq semaines de combats.
Dans l'après-midi du dimanche 16 juin, Paul Reynaud réunit le gouvernement à Bordeaux pour lui soumettre le projet d'union des nations française et britannique, défendu par Winston Churchill et Charles de Gaulle. Mais il ne rencontre aucun écho parmi la majorité des présents, selon les mémoires de Reynaud, et à la place est acceptée la proposition de Camille Chautemps déjà formulée la veille, le 15 juin, consistant à demander à l'Allemagne ses conditions pour un armistice. Les ministres se divisent alors en partisans de la poursuite de la guerre (Paul Reynaud, Georges Mandel, César Campinchi, Delbos, Marin, Monnet, Rio, Louis Rollin,  Sérol, et partisans de la proposition Chautemps : Baudouin, Bouthillier, Chautemps, Chichery, Eynac, Frossard, Jules-Julien, Pernot, Pétain, Pomaret, Queuille, Thellier, Ybarnégaray).

### Démission et succession
Alors que Lebrun, Reynaud, Jeanneney, le président de la Chambre des députés Herriot, Mandel et de Gaulle pensent que la poursuite de la lutte est possible depuis l'Afrique du Nord et l'Empire, la position pour l'armistice du général Weygand, du maréchal Pétain et Pierre Laval, emporte la décision de la majorité du Conseil des ministres. Le point d'accord entre Pétain et Laval, pariant sur une victoire finale du Reich, est leur volonté de cesser un combat jugé « meurtrier et inutile » et bénéficie du soutien de la grande majorité des Français. Le courant de l'armistice devient progressivement majoritaire, à l'issue de la réunion à Bordeaux, Paul Reynaud, qui n’a pu obtenir des États-Unis une promesse d’engagement militaire, présente la démission du Gouvernement et suggère, suivi en cela par les présidents du Sénat et de la Chambre des députés, de confier la présidence du Conseil au maréchal Pétain, choix aussitôt approuvé par le président de la République Albert Lebrun le 16 juin en début de soirée, épisode commenté plus tard par De Gaulle en ces termes: « Ah ! quel malheur quand, dans l'extrême péril, ce sont les généraux qui se refusent à combattre ! ».
Le général de Gaulle rentre le soir même à Bordeaux (21 h 30) pour faire signer le projet d'union franco-britannique par le président du Conseil mais Paul Reynaud a démissionné il y a quelques minutes.
Albert Lebrun appelle aussitôt sur proposition de Reynaud, le maréchal Pétain, partisan de l'armistice, à former le nouveau gouvernement, le gouvernement Philippe Pétain qui sera le dernier de la Troisième République.
Dans la matinée du 17 juin, de Gaulle repart à Londres dans l'avion du général Edward Spears, en faisant croire à un enlèvement et peut ainsi rencontrer à nouveau Churchill à 14h30. Ils conviennent que dès l'annonce de l'ouverture de négociations d'armistice par le nouveau gouvernement français, de Gaulle pourra lancer un appel à BBC pour la poursuite du combat.
Pétain annonçant une négociation d'armistice ce même jour, Churchill donne formellement son accord le lendemain, et de Gaulle prononce alors l'appel du 18 juin.
Les conditions de l'armistice sont communiquées par les Allemands le 19 juin. Il est signé le 22 juin. Par la suite, le 10 juillet 1940, Pétain obtient, du Parlement réuni à Vichy, les pleins pouvoirs à effet de rédiger une nouvelle Constitution.